# اندی برگس
اندی برگس (انگلیسی: Andy Burgess؛ زادهٔ ۱۰ اوت ۱۹۸۱) بازیکن فوتبال اهل بریتانیا است.
از باشگاه‌هایی که در آن بازی کرده‌است می‌توان به باشگاه فوتبال منزفیلد تاون، باشگاه فوتبال چستر، باشگاه فوتبال ای. اف. سی لیورپول، باشگاه فوتبال ووکینگ، باشگاه فوتبال لوتون تاون، باشگاه فوتبال آکسفورد یونایتد، باشگاه فوتبال کوربی تاون، باشگاه فوتبال استمفورد، باشگاه فوتبال فلیتوود، و باشگاه فوتبال درویلزدن اشاره کرد.
وی همچنین در تیم ملی فوتبال England C بازی کرده‌است.